# Plinteria
La Plynteria (in greco antico: πλυντήρια?, plyntéria) era una festa religiosa che si teneva  ad Atene ogni anno il 22 di Targelione, in onore di Atena Polias ("della città"), e della eroina Aglauro (o di entrambe, combinate insieme nella dea "Atena Aglauro"), il cui tempio era situato nell'Acropoli. Plutarco testimonia che la festa aveva luogo il giorno 25, ma probabilmente solo perché questa durava per diversi giorni.

## Etimologia
Il nome della feste trae origine dalla parola greca πλύνειν (plynein), che significa "lavare".
Si pensa che la festa fosse di origine ionica, dove alcune comunità avevano chiamavano Plinterio uno dei mesi dell'anno.

## Descrizione
Il giorno della festa era annoverato dagli Ateniesi tra i giorni "nefasti" (in greco antico: ἀποφράδες?, apophràdes), ovvero i giorni impuri nei quali i templi erano chiusi e le attività commerciali erano interrotte. Durante la festa, il tempio di Atena era circondato da una corda per impedire qualsiasi comunicazione con l'interno. La sua statua veniva spogliata delle sue vesti e dei suoi ornamenti affinché potesse essere ripulita ritualmente e, nello stesso tempo, coperta per nasconderla alla vista dei cittadini. Le donne che erano incaricate di questo rituale erano chiamate praxiergidai (in greco antico: πραξιεργίδαι?).
Nel corso della festa la città era, per così dire, senza la protezione della sua dea, quindi ogni impresa che fosse iniziata in quei giorni veniva considerata come fallita in partenza; per questo il fatto che Alcibiade, nel 407 a.C., fosse tornato ad Atene durante questa festa non fu visto come un buon presagio.
Durante la Plinteria veniva tenuta anche una processione durante la quale una grande quantità di fichi secchi, chiamati hegetorìa (in greco antico: ἡγητορία?), venivano trasportati in giro per la città.